# 余大綱
余大綱（15世紀—16世紀），字邦憲，湖廣襄陽府襄陽縣人，明朝政治人物。

## 生平
余大綱是弘治八年（1495年）乙卯科湖廣鄉試第三十五名舉人，授潞州學正，陞襄垣知縣，調黔江知縣，為人守正不阿，家產沒有私積，致仕回鄉，七十七歲時去世。

## 引用
1. 1 2  同治《襄陽縣志·卷六·人物》：余大綱，字邦憲，負氣節，好讀書，領宏治乙卯鄉薦，官黔江知縣，守正不阿，囊無私積，致仕歸，年七十七卒。 府志
2. ↑  光緒《湖北下荊南道志·卷十九·耆舊》：余大綱，字邦憲，襄陽人，負氣節，好讀書，領宏治乙卯鄉薦，任潞州學正，陞襄垣知縣，改黔江，守正不阿，囊無私積，致仕家居，年七十七卒。